# Lenothrix canus
Lenothrix canus є видом пацюків з Індонезії, Малайзії, Брунею.

## Поширення й екологія
Цей вид відомий з о. Борнео (Малайзія, Бруней-Даруссалам, Індонезія), півострова Малайзія, островів Пенанг і Туангку. Це переважно деревний вид, що займає широку різноманітність низинних і передгірних вторинних і первинних лісів. Було зафіксовано на каучукових плантаціях та інших порушених лісистих ділянках.

## Загрози й охорона
Здається, немає серйозних загроз для цього виду, оскільки він відносно поширений і, здається, здатний пристосуватися до порушених лісистих середовищ існування. Він присутній у низці заповідних територій, включаючи національний парк Гунунг-Палунг і національний парк гори Кінабалу.